# Arturo Santillan
Arturo Orozco Santillan født 1969 i Mexico er en dansk kapgænger medlem af GK Frem 2000 tidligere i Københavns IF. Han var frem til 1999 i Trongårdens IF som løber. 
Santillan dyrkede kapgang i juniorårene i Mexico. Han boede i København og senere i Ålborg fra 1997-2002. Så snart han kom til Danmark begyndte han at løbe i Trongårdens IF. Han begyndte på kapgang igen i foråret 1999 og skiftede til Københavns IF. Han vandt 2000 det danske mesterskab på 10.000 meter gang og 2001 5000 meter gang indendørs samt på 50 km i 2002. Derefter rejste han tilbage til Mexico. 
Nu er Santillan tilbage i Danmark. Her har han en stilling som forsker og underviser på Syddansk Universitet i Odense og går nu for GK Frem 2000 i Odense.

## Danske mesterskaber
Denne liste er ufuldstændig; hjælp gerne med at udfylde den.
- Sølv 2013 30km 3.18.09
- Sølv 2012 5.000 meter
- Bronze 2012 20km
- Bronze 2012 30km
- Bronze 2012 5000 meter gang inde
- Sølv 2011 5.000 meter
- Bronze 2011 10.000 meter
- Bronze 2010 10.000 meter
- Sølv 2010 5.000 meter
- Guld 2009 20km
- Sølv 2009 10km
- Guld 2002 50km
- Bronze 2002 30 km gang 2.44.21
- Sølv 2001 20km
- Sølv 2001 10.000 meter 47.43,6.
- Guld 2001 5000 meter gang inde 21:30.2
- Sølv 2000 5000 meter gang inde 21:56.2
- Guld 2000 10.000 meter 44.37,4
- Bronze 1999 10.000 meter

## Personlige rekorder
Indendørs
- 5.000 meter: 21,30,2 (25. februar 2001)

Bane
- 3.000 meter: 11,58,89 (11. august 2000)
- 5.000 meter: 22,41,2  (2. juni 2001)
- 10.000 meter: 44,37,4 (19. august 2000)

Landevej
- 5 km: 21,39      (28. april 2001)
- 10 km: 43,32      (28. april 2001)
- 15 km: 1,07,44    (28. april 2001)
- 20 km: 1,35,07    (28. april 2001)
- 25 km: 2,14,02    (23. juni 2002)
- 30 km: 2,44,21    (23. juni 2002)
- 35 km: 3,29,16    (6. april 2002)
- 40 km: 3,58,36    (6. april 2002)
- 45 km: 4,27,26    (6. april 2002)
- 50 km: 4,59,27    (6. april 2002)

## Ekstern henvisning
- DAF i tal-profil – Arturo Santillan Arkiveret 28. juli 2007 hos  Wayback Machine
- GK Frem 2000 – Arturo Santillan Arkiveret 26. august 2016 hos  Wayback Machine